# ديك، كير
ديك، كير بالإنجليزية: Dick, Kerr and Company، كانت شركة لتصنيع القاطرات وعربات الترام تقع في كيلمارنوك، سكتلندا وبريستون، إنجلترا.

## التاريخ المبكر
تأسست الشركة عام 1854 في غلاسكو من قبل ويليام بروس ديك. كانت الشركة في الأصل تعمل في تكرير البترول ومصنعة للدهانات التي تستعمل لطلاء قيعان السفن. بحلول عام 1890 كان لديهم مستودعات وأشغال في جلاسكو، ليفربول،نيوكاسل وبارو في فيرنيس وكارديف وهامبورغ. إنضم جون كير للشركة في عام 1883، تحت إسمها الجديد توسعت الشركة في معدات عربات الترام وتداول الأسهم وبنيت قرابة خمسين قاطرة حتى عام 1919.
في عام 1885 بدأت الشركة ببناء 6 مطلقات بخارية في (مصنع) أشغال بريطانيا، في كيلمارنوك. وانتجت في عام 1888 محرك الاحتراق الداخلي «غريفين».